# Jim Owens
James "Jim" Owens (Los Ángeles, California, 1 de mayo de 1959) es un exjugador de baloncesto estadounidense que jugó dos temporadas en la NBA. Con 1,96 metros de estatura, lo hacía en la posición de alero.

## Trayectoria deportiva

### Universidad
Jugó durante cuatro temporadas con los Sun Devils de la Universidad Estatal de Arizona, promediando en la última de ellas 13,2 puntos por partido.

### Profesional
Fue elegido en el puesto 128 del Draft de la NBA de 1973 por Phoenix Suns, y también por los San Diego Conquistadors en la sexta ronda del draft de la ABA, fichando por los primeros. Jugó dos temporadas, promediando en la segunda de ellas 3,0 puntos y 1,2 asistencias por partido.
Antes del comienzo de la temporada 1976-77 fichó por los Kansas City Kings, pero fue despedido antes del comienzo de la competición.

## Estadísticas de su carrera en la NBA

### Temporada regular
| Temporada | Edad | Equipo       | Liga | Pos. | P  | TIT | MIN  | TC  | TCA | %TC  | 3P | 3PA | %3P | 2P  | 2PA | %2P  | TL  | TLA | %TL  | R.OF. | R.DEF. | REB | ASIS | ROB | TAP | PER | FP  | PTS |
| 1973-74   | 23   | Phoenix Suns | NBA  | SF   | 17 |     | 5.9  | 1.2 | 2.3 | .538 |    |     |     | 1.2 | 2.3 | .538 | 0.6 | 0.8 | .786 | 0.1   | 0.5    | 0.5 | 0.9  | 0.3 | 0.0 |     | 0.4 | 3.1 |
| 1974-75   | 24   | Phoenix Suns | NBA  | SF   | 41 |     | 10.5 | 1.4 | 3.5 | .386 |    |     |     | 1.4 | 3.5 | .386 | 0.3 | 0.4 | .750 | 0.2   | 0.9    | 1.0 | 1.2  | 0.4 | 0.0 |     | 0.7 | 3.0 |
| Total     |      |              | NBA  |      | 58 |     | 9.2  | 1.3 | 3.2 | .418 |    |     |     | 1.3 | 3.2 | .418 | 0.4 | 0.5 | .767 | 0.1   | 0.8    | 0.9 | 1.1  | 0.4 | 0.0 |     | 0.6 | 3.1 |